# Руња (Белуно)
Руња (итал. Rugna) је насеље у Италији у округу Белуно, региону Венето.
Према процени из 2011. у насељу је живело 358 становника. Насеље се налази на надморској висини од 546 м.